# Flo Milli
Flo Milli, pseudonimo di Tamia Monique Carter (Mobile, 9 gennaio 2000), è una rapper statunitense.

## Biografia
Tamia Monique Carter è nata e cresciuta a Mobile, in Alabama. Ha scritto la sua prima canzone a 9 anni e ha iniziato a rappare all'età di 11 anni, formando il gruppo Real & Beautiful, in seguito noto come Pink Mafia. Ha pubblicato la sua prima canzone da solista, No Hook, nel 2015. È cresciuta ascoltando Jill Scott, Anthony Hamilton ed Erykah Badu. Prima della svolta musicale, Tamia ha frequentato il college e ha svolto diversi lavori.

### 2019-presente: La svolta eHo, Why Is You Here?
Nell'ottobre 2018, Flo Milli ha registrato la versione originale di Beef FloMix, un freestyle sulla traccia strumentale di Playboi Carti ed Ethereal intitolato Beef. Il brano è diventato virale su Instagram e TikTok, raggiungendo anche la posizione numero due della classifica Viral 50 di Spotify nell'aprile del 2019. Una versione ufficiale ed integrale della canzone è stata pubblicata nel luglio dello stesso anno. In seguito al successo dei mesi successivi, a fine anno ha firmato con le etichette discografiche RCA Records e '94 Sounds. Tra febbraio e luglio 2020 la rapper ha pubblicato cinque singoli. Il mixtape di debutto Ho, Why Is You Here? è uscito, con il plauso della critica musicale, il 24 luglio 2020. Nel settembre 2020 Flo Milli è stata nominata come Miglior artista esordiente ai BET Hip Hop Awards 2020.
Nel gennaio 2021 ha pubblicato il singolo Roaring 20s. Nello stesso mese ha ottenuto la sua prima certificazione di disco d'oro negli Stati Uniti, per il singolo In the Party, il quale ha totalizzato più di 500 000 vendite. Il 19 giugno 2021 la rivista statunitense XXL ha pubblicato la lista annuale dei migliori rapper emergenti, conosciuta meglio come "Freshman Class" e la rapper ne fa parte.
Carter ha ricevuto una seconda candidatura come miglior artista emergente ai BET Awards nel 2021.

## Discografia

### Album in studio
- 2022 – You Still Here, Ho?
- 2024 – Fine Ho, Stay

### Mixtape
- 2020 – Ho, Why Is You Here?

### Singoli

#### Come artista principale
- 2019 – Beef FloMix
- 2019 – In the Party
- 2020 – My Attitude
- 2020 – Not Friendly
- 2020 – Eat It Up
- 2020 – Like That Bitch
- 2020 – Weak
- 2020 – May I
- 2020 – Hot (Remix) (con Pia Mia feat. Sean Paul)
- 2020 – Mean (con $not)
- 2021 – Roaring 20s
- 2021 – Ice Baby
- 2022 – PBC
- 2022 – Conceited
- 2023 – Never Lose Me

#### Come artista ospite
- 2020 – Back It Up (Trap Beckham feat. Flo Milli)
- 2020 – Cherry (Remix) (Almondmilkhunni feat. Flo Milli)
- 2020 – F'd Up (Savannah Cristina feat. Flo Milli)
- 2020 – Boys Ain't Shit (Saygrace feat. Flo Milli)
- 2020 – Sexy (Joeville feat. Flo Milli)
- 2020 – Plain (Benee feat. Lily Allen e Flo Milli)
- 2020 – I Am (Yung Baby Tate feat. Flo Milli)
- 2020 – Better Be (Big Freedia feat. Flo Milli)
- 2020 – Element (Remix) (PJ feat. Flo Milli)
- 2021 – Nasty (Rich the Kid feat. Latto, Rubi Rose e Flo Milli)
- 2021 – Clap for 'Em (YungManny feat. Flo Milli e Sada Baby)
- 2021 – Asthma Pump (Tay Money feat. Flo Milli)
- 2021 – Family Matters (Tobi feat. Flo Milli)
- 2021 – Raindrops (GoldLink feat. Flo Milli)
- 2021 – Simon Say (Destiny Rogers feat. Flo Milli)
- 2021 – Money (Rico Nasty feat. Flo Milli)
- 2023 – Rodeo (Remix) (Lah Pat feat. Flo Milli)

## Riconoscimenti
- BET Hip Hop Awards
  - 2020 – Candidatura al miglior artista emergente
  - 2021 – Candidatura al miglior artista emergente

- XXL Freshman Class
  - 2021